# ماتزیس ۴۵۴

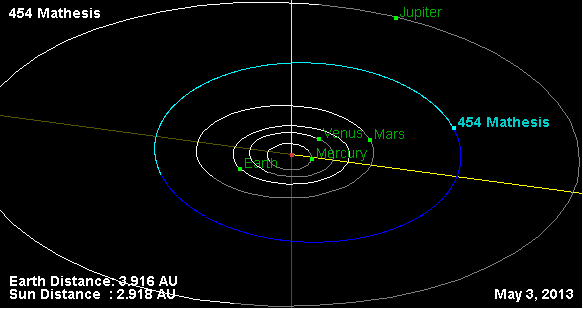
نمایی از محل قرارگیری سیارک ماتزیس ۴۵۴ در مدار – ۲۰۱۳

ماتزیس ۴۵۴ (به انگلیسی: 454 Mathesis، نامگذاری:1900FC)یک سیارک کمربند اصلی است که توسط اخترشناس آلمانی فریدریش کارل آرنولد اشواسمان به عنوان چهارصد و پنجاه و چهارمین سیارک کشف شد که در ۲۸ مارس ۱۹۰۰ و در هایدلبرگ کشف شد.
قدر مطلق سیارک برابر ۹٫۲۰ است.